# 에임즈버리 독극물 사건
에임즈버리 독극물 사건은 2018년 6월 30일, 영국 에임즈버리에서 40대 남녀가 노비촉이란 독극물에 노출되어 심각한 피해를 입은 사건이다.

## 역사
2018년 3월 4일 영국 솔즈베리에서 스크리팔 부녀 음독 사건이 발생했다. 이번 에임즈버리 사건은 솔즈베리에서 11 km 떨어져 있다.
45세 찰리 로울리, 44세 던 스터게스가 의식불명 상태로 발견되었다.
노비촉은 러시아가 개발한 군사용 신경안정제로서 김정남 암살 사건에 사용된 VX (신경독) 보다 10배 독성이 강하다.
노비촉에 관한 서방 국가들의 지식과 정보는 독일 정보기관 BND가 1990년대에 손에 넣은 샘플에서 비롯된 것이 대부분이다. 독일 BND는 당시 샘플을 한 러시아 과학자에게서 얻었으며 스웨덴의 한 실험실에서 분석을 행했다.
7월 5일 정부 비상대책회의인 코브라 (영국)가 열렸다.